# Septembre 1768
Le mois de septembre 1768 est le 9e mois de l'année 1768.

## Événements
- 24 septembre : Création de Camaguán (Venezuela)
- 25 septembre : Création du royaume du Népal

## Naissances
- 1er septembre : Charles Bernardin Beslay (mort le 12 octobre 1839), personnalité politique française
- 2 septembre : Nishio Tadayoshi (mort le 30 janvier 1831), daimyo
- 3 septembre
  - Filippo Gragnani (mort le 28 juillet 1820), compositeur italien
- 4 septembre : François-René de Chateaubriand (mort le 4 juillet 1848), écrivain, homme politique et diplomate français
- 5 septembre
  - Claude Étienne Guyot (mort le 28 novembre 1837), général français
  - Pierre-Frédéric Bonneville, numismate français
- 6 septembre
  - Antoine de Lhoyer (mort le 15 mars 1852), compositeur et guitariste français
  - Jean-Jacques Durand de Chiloup (mort le 10 octobre 1852), personnalité politique de l'Ain
  - Lodewijk van Heeckeren van de Cloese (mort le 19 novembre 1831), personnalité politique hollandaise
- 7 septembre : Alphonse du Tillet (mort le 22 avril 1851), général français
- 9 septembre : Martial Beyrand (mort le 3 août 1796), général français
- 10 septembre : Jean-François Simonnot (mort le 24 septembre 1841), personnalité politique française
- 12 septembre : Jacques-François Lecourbe (mort le 20 septembre 1827), homme politique français
- 14 septembre
  - Augustin Marie Gabriel Bonamour de Talhouët-Roy (mort le 11 janvier 1823), personnalité politique française
  - Marie-Frédérique de Hesse (morte le 17 avril 1839), aristocrate allemande (1768-1839)
- 15 septembre
  - James Barron (mort le 21 avril 1851), officier de l'US Navy
  - Joseph Nicolas Allemand (mort le 11 février 1814), militaire français
- 16 septembre : Rosalie Lubomirska (morte le 30 juin 1794), princesse polonaise
- 17 septembre
  - Edward Lloyd (mort le 3 avril 1854), personnalité politique britannique
  - Louis Voruz (mort le 12 juin 1824), homme politique suisse
- 19 septembre : Marie Paul de Scépeaux de Bois-Guignot (mort le 28 octobre 1821), chef chouan, lors de la Révolution française
- 20 septembre
  - Raymond Jean-Baptiste Teulet (mort le 30 mars 1828), général français de la Révolution et de l’Empire
  - William Lukin (mort le 12 janvier 1833), amiral britannique
- 21 septembre
  - Antoine-Jean-Matthieu Séguier (mort le 3 août 1848), personnalité politique française
  - Louis Emmanuel Jadin (mort le 11 avril 1853), compositeur français
- 22 septembre
  - George Campbell (mort le 22 octobre 1839), homme politique écossais whig
  - Louis Emmanuel Rey (mort le 18 juin 1846), militaire français
- 23 septembre
  - Stanislas Virot de Sombreuil (mort le 17 juin 1794), militaire français
  - William Wallace (mort le 28 avril 1843), mathématicien écossais
- 24 septembre
  - Claude-Joseph Trouvé (mort le 28 octobre 1860), ministre plénipotentiaire, préfet, baron de l'Empire, éditeur
  - Sharon Turner (mort le 13 février 1847), historien anglais
- 25 septembre
  - Charles-Louis Clément (mort le 9 novembre 1857), personnalité politique française
  - Gottfried Mind (mort le 7 novembre 1814), artiste peintre autiste suisse
  - Joseph-Guy-Louis-Hercule-Dominique de Tulle de Villefranche (mort le 31 octobre 1847), homme politique français
  - Joseph Auguste Lucas (mort le 18 mai 1833), médecin français
- 28 septembre
  - Louis-Vincent Cartier (mort le 23 janvier 1839), médecin français
  - Marie Joseph Delort (mort le 25 juillet 1846), général français du Premier Empire
  - Pauline Léon (morte le 5 octobre 1838), révolutionnaire française
- 29 septembre : Claude-Louis Rodet (mort le 31 octobre 1838), personnalité politique française
- 30 septembre : Hugh Nelson (mort le 18 mars 1836), politicien américain

## Décès
- 2 septembre : Antoine Deparcieux (né le 28 octobre 1703), mathématicien français
- 11 septembre : Joseph-Nicolas Delisle (né le 4 avril 1688), astronome français
- 14 septembre : Philippe Jules François Mancini (né le 3 octobre 1675), aristocrate français
- 17 septembre : Manuel da Maia (né en 1677), architecte portugais
- 18 septembre : Jean-François Daumont (né le 4 septembre 1717), éditeur d'estampes parisien
- 22 septembre : Inocențiu Micu-Klein (né en 1692), évêque gréco-catholique roumain
- 25 septembre : Simon Troger (né le 13 octobre 1693), sculpteur allemand
- 28 septembre : Christian Seybold (né le 19 mars 1695), artiste allemand